# Швеция на «Евровидении-2007»
Швеция на конкурсе песни Евровидение 2007, состоявшемся в столице Финляндии в городе Хельсинки, выступала в 47-й раз за свою историю участия в Евровидении. Страну представляла глэм-рок-группа «The Ark» с песней The Worrying Kind.

## Национальный отбор
Исполнитель традиционно выбирался на конкурсе Мелодифестивален. Четыре полуфинала прошли в феврале: 3, 10, 17 и 24 числа. В каждом полуфинале из 8 песен выбирались две лучшие. 3 марта проводился специальный отбор «Второй шанс» для потерпевших неудачу в полуфиналах (исполнителей, занявших 3-4 места), победители отправлялись в финал. Победителя определяли как телезрители, так и жюри. «Второй шанс» в 2007 году проходил в прямом эфире в формате дуэлей.
Финал прошёл 3 марта 2007. Группа The Ark и её лидер Ола Сало выиграли с большим отрывом.
| #  | Исполнитель        | Песня                        | Баллы | Место |
| -- | ------------------ | ---------------------------- | ----- | ----- |
| 1  | Андреас Юнсон      | A Little Bit Of Love         | 189   | 2     |
| 2  | Соня Алден         | För att du finns             | 62    | 6     |
| 3  | Анна Бук           | Samba sambero                | 1     | 9     |
| 4  | Себастьян Карлссон | When the Night Comes Falling | 39    | 8     |
| 5  | Мари Линдберг      | Trying to Recall             | 70    | 5     |
| 6  | Монс Сельмерлёв    | Cara Mia                     | 171   | 3     |
| 7  | Томми Нильссон     | Jag tror på människan        | 0     | 10    |
| 8  | Санна Нильсен      | Vågar du, vågar jag          | 44    | 7     |
| 9  | Сара Доун Файнер   | I Remember Love              | 122   | 4     |
| 10 | The Ark            | The Worrying Kind            | 248   | 1     |

## Выступление
Швеция, занявшая 5-е место год назад, вышла в финал автоматически. Она была фаворитом у букмекеров: председатель российского клуба OGAE Антон Кулаков рассчитывал, что The Ark может повторить успех легендарной шведской группы ABBA, и оценивал её по 10-балльной шкале следующим образом:

- Музыка: Очень впечатлил возврат к 70-м годам. Порадовало умение отойти от пресловутого шлягерного формата. 10/10
- Текст: И такой же отличный рок-н-ролловый текст. 10/10
- Вокал: Без видимых огрехов. Почти идеален. 9.7/10
- Итог: Обязан стрелять почти как Ватерлоо.

Однако были и те, кто сомневался в успехе Швеции, последняя победа которой датировалась только 1999 годом. Автор собственного интернет-проекта «Евровидение-Казахстан» Андрей Михеев скептически оценивал шансы группы, считая, что её не спасёт даже идеальный номер:

- Музыка: Можно было бы посчитать эту песню закосом под Битлз (Йухуууу), если бы у неё не было прямого оригинала Love Grows (Where My Rosemary Goes). 6/10
- Текст: Интересно, Worrying Kind — это то же самое, что и Drama Queen в просторечье? 7/10
- Вокал: Вокал ничем не демонстрирует свою роковость. 6/10
- Итог: Песня, которую я абсолютно не могу воспринять. При отличном глэм-имидже группы песня чрезвычайно слаба. 7/10

В итоге Швеция заняла только 18-е место всего с 51 баллом. 12 баллов Швеции дали её географические соседи  Норвегия и  Дания, всего же от стран Скандинавии она получила 42 балла.

### Набранные Швецией баллы
| 12 баллов          | 10 баллов  | 8 баллов    | 7 баллов         | 6 баллов |
| ------------------ | ---------- | ----------- | ---------------- | -------- |
| - Дания - Норвегия | - Исландия | - Финляндия | - Великобритания |          |
| 5 баллов           | 4 балла    | 3 балла     | 2 балла          | 1 балл   |
|                    |            |             | - Андорра        |          |

### Отданные Швецией баллы
| 12 баллов | Исландия  |
| 10 баллов | Сербия    |
| 8 баллов  | Венгрия   |
| 7 баллов  | Турция    |
| 6 баллов  | Норвегия  |
| 5 баллов  | Македония |
| 4 балла   | Дания     |
| 3 балла   | Беларусь  |
| 2 балла   | Андорра   |
| 1 балл    | Латвия    |

| 12 баллов | Финляндия            |
| 10 баллов | Сербия               |
| 8 баллов  | Венгрия              |
| 7 баллов  | Турция               |
| 6 баллов  | Босния и Герцеговина |
| 5 баллов  | Россия               |
| 4 балла   | Греция               |
| 3 балла   | Украина              |
| 2 балла   | Молдова              |
| 1 балл    | Германия             |